# Michael Welder
Michael Welder (* 8. Dezember 1944 in Coburg; † 18. Juli 1996 in Forchheim, Fränkische Schweiz) war ein deutscher Neuzeithistoriker, Journalist, Sachbuchautor und Fotograf.

## Leben
Michael Welder studierte osteuropäische Geschichte und Politikwissenschaften und war Verfasser zahlreicher Textbildbände mit dem Schwerpunkt Osteuropa. Nach zwei Jahrzehnten intensiven Reisens leitete er alljährlich Studienfahrten durch Ostmitteleuropa. In den Vorträgen als Dozent in der Erwachsenenbildung befasste er sich besonders mit Nationalitätenfragen sowie der Kulturgeschichte deutscher Siedlungskolonien in Europa und Übersee. Er lebte in Forchheim.

## Textbildbände
- Schlesien. Verlag Gerhard Rautenberg, Leer 1984
- mit Ingrid Parigi: Sibirien und Zentralasien. Kunst- und Reiseführer mit Landeskunde. Kohlhammer Verlag, Stuttgart 1985, ISBN 978-3-17-008809-2
- Reise nach Ostpreußen. Verlag Gerhard Rautenberg, Leer 1992
- Westpreußen und Danzig. Verlag Gerhard Rautenberg, Leer 1992
- Siebenbürgen. Entdeckungsreise in Bildern. Verlag Gerhard Rautenberg, Leer 1992, ISBN 978-3-7921-0485-9
- mit Maciej Łagiewski: Reise nach Breslau. Spurensuche in der Metropole Schlesiens. Rautenberg im Stürtz Verlag, Würzburg 1993, ISBN 978-3792105177
- Schönes Pommern. Verlag Gerhard Rautenberg, Leer 1995
- Schönes Stettin. Perle des Ostens. Verlag Gerhard Rautenberg, Leer 1995
- Litauen. Entdeckungsreise in Bildern. Verlag Gerhard Rautenberg, Leer 1997
- Böhmen. Entdeckungsreise in Bildern. Verlag Gerhard Rautenberg, Leer 1997
- Schönes Breslau. Perle des Ostens. Verlag Gerhard Rautenberg, Leer 1999
- Reise nach Königsberg. Spurensuche von Litauen in das nördliche Ostpreußen. Rautenberg im Verlagshaus Würzburg, Würzburg 2002, ISBN 978-3-8003-3031-7
- mit Rudolf  Meitsch: Reise nach Masuren. Spurensuche in Ostpreußen, Westpreußen und Danzig. Rautenberg im Verlagshaus Würzburg, Würzburg 2002, ISBN 978-3-8003-3032-4
- Reise nach Schlesien. Spurensuche zwischen Annaberg und Zobten. Rautenberg im Verlagshaus Würzburg, Würzburg 2002, ISBN 978-3-8003-3035-5
- Schönes Schlesien. Perle des Ostens. Verlag Gerhard Rautenberg, Leer 2002
- Reise nach Danzig. Auf Spurensuche in Westpreußen und zur „Königin der Ostsee“. Rautenberg im Verlagshaus Würzburg, Würzburg 2002, ISBN 978-3-8003-3030-0
- Schönes Ostpreußen. Perle des Ostens. Rautenberg im Verlagshaus Würzburg, Würzburg 2002, ISBN 978-3-8003-3041-6
- Reise in das Baltikum. Auf Spurensuche in Estland, Lettland und Litauen. Rautenberg im Verlagshaus Würzburg, Würzburg 2002,  ISBN 978-3-8003-3028-7
- Schönes Danzig. Rautenberg im Verlagshaus Würzburg, Würzburg 2004, ISBN 978-3-8003-3038-6